# Ostzonensuppenwürfelmachenkrebs
Ostzonensuppenwürfelmachenkrebs ist eine deutsche Band. Gegen Ende der 1980er Jahre als eine der Vorläufer der so genannten Hamburger Schule gegründet, orientierte sich die Band am Independent-Rock der 1980er Jahre.

## Geschichte
Der Name der Band bezieht sich auf eine Schlagzeile „Ostzonen-Suppenwürfel bringen Krebs“ aus den Anfangstagen der Bild-Zeitung. Die entsprechende Ausgabe erschien am 2. August 1952 und bezog sich auf die gesundheitsschädliche Wirkung von Igelit-Anteilen in den Bino-Produkten.
1990 veröffentlichte das Plattenlabel L’age d’or ihre erste Platte, Für zuhause, die zu einem großen Teil auf Englisch und zu einem kleinen Teil auf Deutsch verfasste Texte enthielt. Zwei Jahre später erschien Absolut nicht frei. Der Track Blues aus diesem Album wurde häufig auf dem Musiksender MTV gespielt. Im Jahr 1994 erschien das dritte Album Keinseier. Es handelte sich dabei um eine reine Instrumentaleinspielung. 1996 erschien die von Christian Mevs (Slime-Gitarrist) produzierte EP Leichte Teile. Die Songs hatten wieder Texte, die ausschließlich in Deutsch verfasst wurden. Kurz danach wurde eine EP, Kleiner Rock, veröffentlicht. Beide EP wurden auf der CD Leichte Teile – Kleiner Rock zusammengefasst.
Nach der Veröffentlichung der CD Leichte Teile – Kleiner Rock ging die Band auf eine kurze Tour. Anschließend löste sich die Band aus persönlichen Gründen auf. Im Jahr 2023 folgte die Reunion mit einer Tournee.

## Mitglieder
- Carsten Hellberg (Gitarre; Gesang)
- Philipp Bussmann (Gitarre, früher Bass)
- Thorsten „Taucher“ Weßel (Bass, früher Gitarre)
- Harry Wagener (Schlagzeug)
- Tilmann Heyden (Gitarre)
- Joachim Franz Büchner
- Lars Horl

## Diskografie
- Datum unbekannt: Promo 4-Track MC (Hoover Boys, Symphonic Youth, We bake you a Religion, Die Pest; L’age d’or)
- 1989: 86-89 MC (Anaconda)
- 1990: Für Zuhause (L’age d’or)
- 1992: Absolut nicht frei (L'Age d'Or)
- 1994: Keinseier (L'Age d'Or)
- 1998: Leichte Teile, Kleiner Rock (L’Age d’Or)

EPs
- 1996: Leichte Teile (L’Age d’Or)
- 1998: Kleiner Rock (L’Age d’Or)

Kompilations-Beiträge
- „Symphonic Youth“ auf Popnoise ep 01 (Popnoise)
- „Boomerang (Leonard Mix)“ auf Für Jasmin – Das Blümchen Remix Album (Edel)
- „Dwarfs 89“ auf Various Artists – Dies Ist Hamburg (Nicht Boston) (L’Age d’Or) (1989)
- „Blindfeind Blues“ auf Various Artists – Billiger als Turnschuhe (1992)
- „Traumgestalter“ auf Bessere Zeiten klingt gut (L’Age d’Or) (1997)
- „Blindfeind Blues“ auf Bessere Zeiten klingt gut (L’Age d’Or) (1997)
- „2.)“ auf Bessere Zeiten klingt gut (L’Age d’Or) (1997)
- „Anfang Im Ende (Edit)“ auf Various Artists – Sauerkraut nicht Sushi (Let’s Forget All About This) (L’Age d’Or) (2000)
- „Von Haus Aus Allein“ auf Various Artists – Sauerkraut nicht Sushi (Let's Forget All About This) (L’Age d’Or) (2000)
- „9“ auf Various Artists – Musik für junge Leute (L’Age d’Or) (1997)
- „Doch“ auf Various Artists – Musik für junge Leute (L’Age d’Or) (1997)